# Georges Maes
Georges Maes né à Baisy-Thy le 20 décembre 1929, décédé à Soignies le 13 septembre 1993 est un homme politique belge et militant wallon.
Professeur dans un  établissement technique de Tubize, Georges Maes est d'abord un militant du Mouvement ouvrier chrétien qui s'engage au sein du Rassemblement wallon en 1970. Il est conseiller communal de Tubize de 1970 à 1976. Il est élu député de Nivelles en 1971 lors de la grande progression du Rassemblement wallon et intervient à la Chambre sur des questions d'environnement, également pour la création d'un Office wallon des forêts et du bois qui serait établi à Saint-Hubert.
En 1975 il est rapporteur de la Commission qui décide de l'adoption du drapeau officiel de la Communauté Wallonie-Bruxelles qui adopte le drapeau wallon de Pierre Paulus.
Il suit Paul-Henry Gendebien quand celui-ci imprime un tournant à gauche au parti qu'il préside.
Au Congrès du 7 mars 1977 du nouveau Rassemblement wallon il défend une série de proposition: redéploiement industriel afin de valoriser les atouts wallons, création d'un groupe industriel wallon public, une caisse d'épargne et de crédit public pour la Wallonie, diminution du temps de travail à 36 heures, régionalisation du FOREM. Aux élections d'avril 1977, il n'est pas réélu. Il est attaché de cabinet de Léon Defosset jusqu'en 1980, année durant laquelle il retourne à l'enseignement, non sans avoir tenté de s'imposer encore sur les listes de Nivelles du Rassemblement wallon en 1981.